# José Antonio Mora
José Antonio Mora Otero (Montevideo, 22 de noviembre de 1897-Montevideo, 22 de enero de 1975) fue un diplomático uruguayo.

## Biografía
Nació dentro de una familia patricia que aportó muchos hombres públicos desde su llegada al Uruguay como los Magariños, los Flores Mora, los Otero Mendoza, entre otros; desarrolló su actividad principal en el exterior como diplomático.
Se recibió como Doctor en Derecho y Ciencias Sociales en la Universidad de la República en 1925, año en que ingresó al Ministerio de Relaciones Exteriores uruguayo; al año siguiente ya había sido destinado a misiones diplomáticas en Bolivia, España y Portugal. 
Fue Secretario General de la Organización de los Estados Americanos (OEA) entre 16 de enero de 1956 y el 18 de mayo de 1968, dado que fue reelecto por su prestigio y dotes personales. También se desempeñó como Ministro de Relaciones Exteriores del Uruguay entre 1971 y 1972.
El Dr. Mora Otero desarrollo varias ponencias de carácter diplomático que hasta el día de hoy permanecen como un legado y son estudiadas en muchas Universidades.
A solicitud de la OEA - ya después de haber sido Secretario General - efectuó una misión de paz entre El Salvador y Honduras en ocasión de Guerra del Fútbol, entre ambos países. La misma fue exitosa. 
En el caso de su participación como canciller del Uruguay se desvinculó del gobierno de la época ante el avance de la participación de los militares y previendo un posible golpe de Estado en el cual él, como demócrata, le era impensable participar.
Fue el primer promotor de Punta del Este al organizar una reunión de presidentes de toda América, poniendo al Uruguay y Punta del Este en el mapa mundial.
Asimismo era un impulsor de las zonas francas muchos años antes que las mismas se introducieran en el Uruguay.
| Predecesor: Carlos Dávila Espinoza | Secretario General de la Organización de los Estados Americanos 1954 - 1955 | Sucesor: Galo Plaza Lasso |